# Archives Henri-Poincaré - Philosophie et Recherches sur les Sciences et les Technologies
Les Archives Henri-Poincaré - Philosophie et Recherches sur les Sciences et les Technologies (AHP-PReST) sont une unité mixte de recherche (UMR 7117) localisée à Nancy et Strasbourg, soutenue par l'Université de Lorraine, l'Université de Strasbourg et le CNRS. Les domaines de recherche du laboratoire comprennent dans une optique pluridisciplinaire, la philosophie, l’épistémologie, l'histoire des sciences et des techniques, les humanités numériques.
Le laboratoire préserve et étudie plusieurs fonds d'archives résultant d'acquisitions et de dons, parmi lesquels celui du mathématicien et philosophe Henri Poincaré. Les AHP-PReST publient également la revue en libre accès Philosophia Scientiae. Deux bibliothèques localisées respectivement à Nancy et Strasbourg rassemblent plusieurs milliers d'ouvrages spécialisés en philosophie, histoire des sciences et plus particulièrement les mathématiques, histoire des techniques.

## Historique
Les archives ACERHP « Archives - Centre d’Études Henri Poincaré » sont fondées en 1992 à Nancy par le professeur Gerhard Heinzmann. Elles font partie du département de philosophie installé sur le campus de la Faculté de Lettres de l'Université Nancy-II. L’ambition fondatrice est au travers d’un travail sur l'œuvre de Poincaré, d’opérer un rapprochement entre les sciences mathématiques et les études réflexives (philosophiques et historiques) menées à leur sujet.
En 1993, les ACERHP sont fusionnées avec deux laboratoires strasbourgeois le GERSULP « Groupe d’Etudes et de Recherches sur la Science de l’Université Louis-Pasteur » et le LESVS « Laboratoire d’Épistémologie des Sciences de la Vie et de la Santé » pour former l’IRFEST « Institut de Recherche sur les Fondements et les Enjeux des Sciences et des Techniques ». Les ACERHP font paraître à partir de 1996 la revue Philosophia Scientiae, une revue scientifique à comité de lecture qui publie des travaux en épistémologie, en histoire et en philosophie des sciences.  
Les ACERHP se scindent de l'IRFEST en 2001 pour acquérir le statut d'Unité mixte de recherche (UMR 7117) CNRS-Université Nancy-II. Le laboratoire nancéien est alors renommé LHSP-AHP « Laboratoire d’Histoire des Sciences et de Philosophie – Archives Henri Poincaré ». L'IRFEST de l'Université Louis Pasteur est de son côté renommé IRIST « Institut de recherches interdisciplinaires sur les sciences et la technologie » et prend le statut d'Équipe Associée (EA3424). 
En 2010, le LHSP-AHP emménage au 31 avenue de la Libération, ancien siège de la société des Hauts-Fourneaux et Fonderies de Pont-à-Mousson. L'Université Nancy-II devient Université de Lorraine en 2012. Les AHP-PReST résultent de la fusion en 2018 du LHSP-AHP de l'Université de Lorraine et de l'IRIST strasbourgeois. Le laboratoire est actuellement localisé sur un site à Nancy et sur deux sites à Strasbourg.

## Activité scientifiques
Les recherches menées aux AHP-PReST sont de nature philosophique, historique et sociologique. L'histoire et la philosophie de la logique, la philosophie du langage et de l’esprit, l’esthétique analytique et la philosophie de la religion constituent un pôle. Les domaines de l'histoire et de la philosophie des mathématiques, de la philosophie des sciences physiques et biologiques, de l'histoire des institutions scientifiques et techniques sont explorés. Des activités portent également sur la sociologie des sciences, l’inscription sociale de la pratique scientifique, ainsi que l’éthique médicale. 
Les AHP-PReST gèrent deux bibliothèques de recherche en histoire des sciences et des techniques localisées respectivement à Nancy et Strasbourg. Des fonds d'archives sont constitués et valorisés sur le pôle nancéien. Plusieurs activités concernent la documentation en histoire et philosophie des sciences, notamment au XIXe siècle. Des réflexions portent sur la numérisation et les outils des humanités numériques, l'élaboration de bases de données en divers formats. Des actions de valorisation des archives sont entreprises et le laboratoire publie des séries de vidéos à vocation pédagogique en philosophie, histoire des sciences, épistémologie et logique.  

## Formations
Les enseignants et chercheurs membres de l'Université de Lorraine sont engagés dans plusieurs formations parmi lesquelles à Nancy.le master de Philosophie, le master de Sciences Cognitives, le Master à Distance en Épistémologie, Logique et Histoire des Sciences (MADELHIS). Les doctorants sont rattachés à L'École doctorale Stanislas - langages, temps, sociétés.
Les formations dispensées à l'Université de Strasbourg incluent le master Sciences et Société - Histoire, Philosophie & Médiation des Sciences, le master Éthique et Sociétés. Les doctorants sont membres de l’École Doctorale Augustin Cournot, destinée à la formation dans les domaines de l’économie, de la gestion, de la finance et de l’épistémologie.